# Салон-де-Прованс (кантон)
Сало́н-де-Прова́нс (фр. Salon-de-Provence) — кантон во Франции, находится в регионе Прованс — Альпы — Лазурный Берег, департамент Буш-дю-Рон. Входит в состав округа Экс-ан-Прованс.
Код INSEE кантона — 1332. Всего в кантон Салон-де-Прованс входит 2 коммуны, из них главной коммуной является Салон-де-Прованс.
Население кантона на 2008 год составляло 45 564 человека.

## Коммуны кантона
| Коммуна          | Население, чел. (1999) | Почтовый индекс | Код INSEE |
| ---------------- | ---------------------- | --------------- | --------- |
| Гран             | 3753                   | 13450           | 13044     |
| Салон-де-Прованс | 37 079                 | 13300           | 13103     |